# Greisenkopfpapagei
Der Greisenkopfpapagei (Pionus seniloides) gehört zur Gattung der Rotsteißpapageien. Von manchen Autoren – unter anderem dem South American Classification Committee  – wird der Greisenkopfpapagei trotz genetischer Unterschiede als Unterart zum Purpurstirnpapagei gestellt. Andere sind der Ansicht, dass die Arten Pionus tumultuosus und P. seniloides einen sehr plastischen Artenkomplex darstellen, in den sie auch P. seniloides stellen.
Im Allgemeinen wird jedoch die Eigenständigkeit der Art nicht bezweifelt.

## Verbreitungsgebiet
Der Greisenkopfpapagei bewohnt ein Gebiet, das von den Bergregionen in Nordwest-Venezuela, westlich bis zu den Anden in Kolumbien und südlich bis nach Ecuador reicht. Die Verbreitung erstreckt sich bis an die Grenze Perus.

## Merkmale
Der Greisenkopfpapagei erreicht eine Gesamtlänge von 30 Zentimeter. Die Grundgefiederfärbung ist grün und wird an der Unterseite blasser. An Stirn und Scheitel sind die Federn grauweiß gefärbt und haben orangerote Spitzen. Die Federn an Krone, Nacken und Halsseiten haben eine weiße Basis, einen graublauen Mittelteil und schwarzviolette Ränder. Das Gefieder am Hinterhals ist rosaweiß. An den Ohrdecken sind die Federn dunkelgrau mit rosafarbenen Zentren. Zügel und Wangenfedern sind weiß mit grauen Säumen. Hinter den Wangen werden die Säume dunkler. Die Gesichtsfedern der Wangen sind manchmal orangerot gesäumt. Die Federn am Kehlband sind rosa, zur Brust hin färben sich die Federn rötlich-mauvefarben. Im Bauchbereich gehen die Federn dann in Braun über. Die Federn der Unterschwanzdecke sind rot, die Außenfedern sind grün mit mattvioletten Spitzen und roten Abzeichnungen an der Basis. Die mittleren Schwanzfedern sind auch grün. Die Unterflügeldecken und Unterseiten der Schwingen sind mattgrün. Der Schnabel ist blass olivgelb. Die Iris ist braun und die Füße sind grüngrau.
Die Jungvögel sehen den Altvögeln ähnlich, ihr Kopfgefieder ist aber noch grün mit weißen Federbasen. Die Scheitelfedern haben außerdem noch mattgrüne Säume. Die Federn an der Halsseite sind weiß mit grünen Säumen. Die Kehl- und Brustfedern sind ebenfalls grün aber mit matt mauveroten Zentren.

## Lebensweise
Diese Papageien sind Bewohner der Wälder in der tropischen und gemäßigten Zone der Anden. Man trifft sie außerdem in Nebelwäldern, in Wäldern mit aufgelockertem Baumbestand und an den Hängen von Flusstälern in einer Höhe zwischen 1900 und 3000 Metern an. In Kolumbien kommt die Art vor allem auf der Westseite der Anden vor. Sie leben in Schwärmen oder kleinen Familienverbänden zusammen.

## Quelle